# Karel Jan Bossart

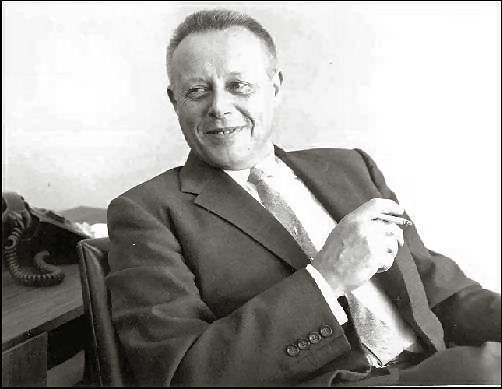
Karel Jan Bossart

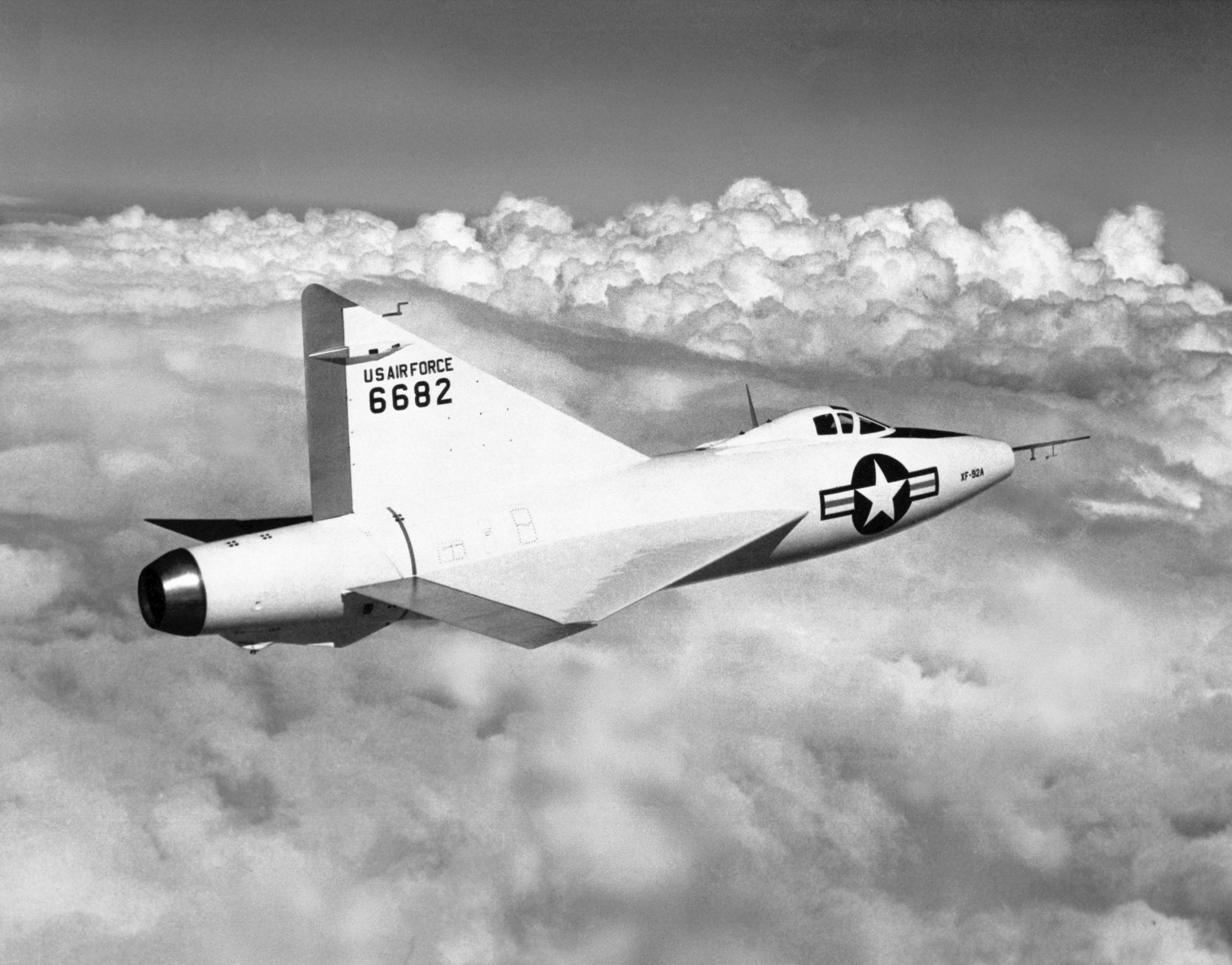
Convair XF-92A

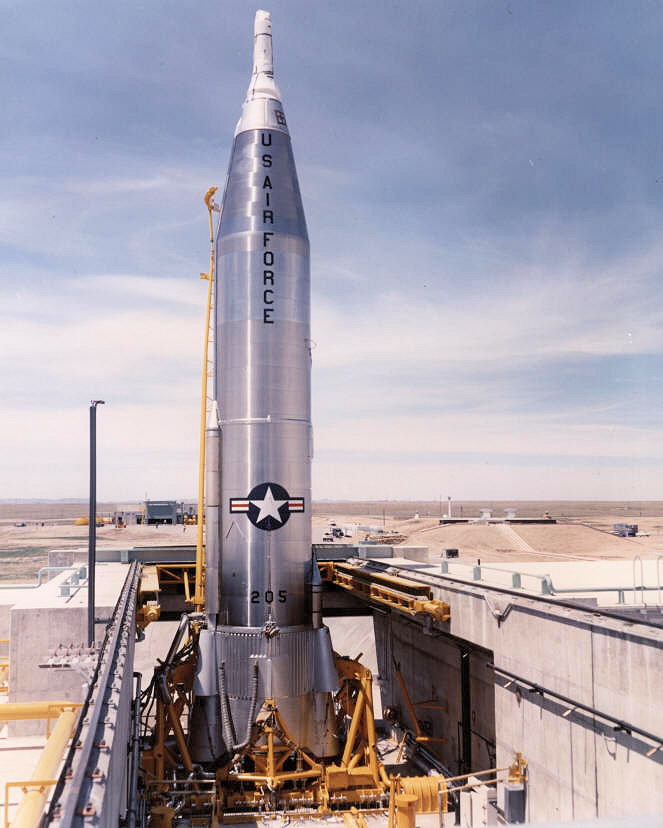
Atlasraket

Karel Jan (Charlie) Bossart (Antwerpen, 9 februari 1904 – San Diego (Californië), 3 augustus 1975) was een Belgische raketpionier, die de intercontinentale Atlasraket ontwierp. Zijn invloed op de ruimtevaart kan vergeleken worden die van Wernher von Braun en Sergej Koroljov, maar omdat hij grotendeels voor de Amerikaanse luchtmacht werkte, werden zijn prestaties geheimgehouden vanwege de nationale veiligheid. Zo is hij relatief onbekend gebleven.

## Jeugd
Karel Jan Bossart werd in 1904 geboren in Antwerpen, maar groeide op in Kalmthout. Zijn ouders, Louis en Caroline, waren een onderwijzerskoppel. Op 4-jarige leeftijd kon Bossart reeds lezen en toonde veel wiskundig talent, maar in het gewone onderwijs kon hij niet echt gedijen waarop zijn ouders besloten hem thuisonderwijs te geven.
Bossart leerde later Frans in Parijs en op zijn zestiende slaagde hij in zijn toegangsproeven aan de Universiteit van Brussel (ULB). Op zijn 21ste studeerde hij af als mijningenieur.

## Begin van zijn Amerikaanse loopbaan
Nadat Bossart in 1925 in mijnbouw afstudeerde aan de ULB met uitmuntende resultaten, bood de Belgian American Education Foundation (Belgisch-Amerikaanse Onderwijsstichting) hem de gelegenheid om aan het Massachusetts Institute of Technology in de V.S. te studeren met een studiebeurs. Hij greep deze kans, en vertrok naar Amerika om vliegtuigbouw te studeren. In 1927 kreeg hij zijn masterdiploma, en keerde terug naar België om zijn dienstplicht te vervullen, waarna hij emigreerde naar Amerika. Daar kon hij gaan werken bij de Sikorsky Aircraft Corporation, waar hij werkte aan vliegboten. In 1938 ging Bossart treinen ontwerpen voor Budd Manufacturing Co, de eerste fabrikant die roestvast staal gebruikte. Tijdens de Tweede Wereldoorlog werkte Bossart bij Vultee Aircraft, waar hij bijdroeg aan experimentele vliegtuigen, waaronder het eerste supersonische gevechtsvliegtuig met een deltavleugel. Vultee fuseerde in 1943 tot Convair (nu General Dynamics).

## Project MX-774
In 1945 werd Bossart constructiechef voor Convair. In deze functie werkte hij aan een voorstel van Project MX-774, het eerste Amerikaanse onderzoek aan de V2 en langeafstandsraketten. Geïntrigeerd door het potentieel van raketten, dat groter was dan dat van vliegtuigen, ging hij in tegen de twijfels van de Amerikaanse luchtmacht en overtuigde hen dat de V2 wel degelijk de basis kon vormen voor een intercontinentale raket. Convair won het contract voor ontwerpen van een raket die een afstand moest kunnen overbruggen van 8200 km, en Bossart werd aan het hoofd gezet van het onderzoek en de ontwikkeling ervan. Project MX-774 was dus niet langer slechts het onderzoek van de V2, maar de ontwikkeling van een nieuwe veel grotere raket. De luchtmacht ging akkoord met de bouw van tien MX-774 toestellen, met drie ontwikkelingsfases:
1. Fase A, de Teetaler, was een subsonisch, zelf navigerend straalvliegtuig.
2. Fase B, de Old Fashioned, was een testraket om de ontwerpen uit te proberen van de laatste fase.
3. Fase C, de Manhattan, zou een raket worden met een reikwijdte van 8200 km.

In 1947 werd de MX-774 echter om budgettaire redenen geschrapt. Bossart kon toch nog genoeg budget verwerven om drie B fase raketten te lanceren, maar de resultaten waren onvoldoende. De tests die in december 1948 op White Sands werden afgerond, bewezen echter wel dat verschillende nieuwe concepten werkten zoals Bossarts monocoque-hogedrukbrandstoftank. Ondanks de hoge investeringen verplichtte de luchtmacht Bossart de ontwerpen voor weinig geld te verkopen aan TRW (een Amerikaans bedrijf dat zich ook bezighield met defensiegerelateerde zaken). Dat verkocht ze op zijn beurt weer aan grote concurrenten van Convair: Douglas Aircraft Company en Martin die ze in hun raketten, de Thor en de Titan, gebruikten.

## De Atlas
Nadat de Sovjet-Unie in 1949 haar eerste kernwapen testte, veranderde de situatie volledig. De Amerikaanse luchtmacht kreeg opnieuw interesse voor het MX-774 project. Bossart deed het oude project herleven als project MX-1593 en omdat Convair dankzij hem al ervaring had opgedaan op gebied van grotere raketten kreeg Convair in 1951 opnieuw het contract. Bossart kreeg opnieuw de leiding en gaf de raket de nieuwe naam Atlas, naar de Griekse god die de wereld op zijn schouders droeg. In 1955 kwam de CIA te weten dat de Sovjet-Unie grote vooruitgang boekte met haar intercontinentale raketten. Daardoor werd het Atlasproject van het grootste nationaal belang, en kreeg het alle nodige middelen. Bossart maakte hiervan gebruik om ook een tweede trap te ontwikkelen, de Centaur, met cryogene brandstoffen.
In augustus 1957 lanceerde de Sovjet-Unie haar eerste intercontinentale raket, de R-7. De Verenigde Staten konden hier pas twee jaar later een antwoord op bieden.

## Ruimteraket
De R-7 en de Atlas waren niet de meest efficiënte militaire raketten, maar bewezen hun nut in de ruimtevaart. Hoewel de R-7 historische missies lanceerde, leverde ook de Atlas indrukwekkende bijdragen.
- Lancering van de eerste Amerikaanse astronauten in een baan rond de aarde in het Mercuryprogramma.
- Lancering van de Mariner missies naar Mars en Venus
- Lancering van de eerste ruimtetuigen naar Jupiter en Saturnus (Pioneer 10 en 11)

De Atlas heeft nog vele opvolgers gehad - de Atlas I, Atlas II en Atlas III - die als draagraket voor commerciële satellieten werden gebruikt. (De Atlasraketten van voor Atlas I werden aangeduid met letters.) Vanaf 2002 is de Atlas V in gebruik genomen, maar deze verschilt al erg van zijn voorgangers.

## Privéleven
Bossart liet zich tot Amerikaan naturaliseren. Hij ging in 1967 met pensioen. Op 3 augustus 1975 overleed hij op 71-jarige leeftijd aan de gevolgen van een zeldzame bloedziekte, thuis in La Jolla, een kustgemeente in Californië.

## Eerbetonen
- 1958 - U.S. Exceptional Civilian Award
- 1959 - Collier Trophy
- 1965 - International Aerospace Hall of Fame
- 1990 - International Space Hall of Fame